# Сілвіс (Іллінойс)
Сілвіс (англ. Silvis) — місто (англ. city) в США, в окрузі Рок-Айленд штату Іллінойс. Населення — 8003 особи (2020).

## Географія
Сілвіс розташований за координатами 41°29′52″ пн. ш. 90°24′39″ зх. д. / 41.49778° пн. ш. 90.41083° зх. д. (41.497677, -90.410853).  За даними Бюро перепису населення США в 2010 році місто мало площу 10,76 км², уся площа — суходіл.

## Демографія
Згідно з переписом 2010 року, у місті мешкало 7479 осіб у 3300 домогосподарствах у складі 1935 родин. Густота населення становила 695 осіб/км².  Було 3548 помешкань (330/км²).
Расовий склад населення:
| - 84,9 % — білих - 5,0 % — чорних або афроамериканців - 1,2 % — азіатів - 0,4 % — корінних американців - 0,1 % — вихідців з тихоокеанських островів - 4,6 % — осіб інших рас |

До двох чи більше рас належало 3,8 %. Частка іспаномовних становила 16,0 % від усіх жителів.
За віковим діапазоном населення розподілялося таким чином: 23,0 % — особи молодші 18 років, 59,0 % — особи у віці 18—64 років, 18,0 % — особи у віці 65 років та старші. Медіана віку мешканця становила 41,0 року. На 100 осіб жіночої статі у місті припадало 92,3 чоловіків;  на 100 жінок у віці від 18 років та старших — 87,3 чоловіків також старших 18 років.
Середній дохід на одне домашнє господарство  становив 57 209 доларів США (медіана — 43 976), а середній дохід на одну сім'ю — 69 321 долар (медіана — 57 188). Медіана доходів становила 49 173 долари для чоловіків та 29 886 доларів для жінок. За межею бідності перебувало 13,3 % осіб, у тому числі 19,6 % дітей у віці до 18 років та 5,0 % осіб у віці 65 років та старших.
Цивільне працевлаштоване населення становило 3399 осіб. Основні галузі зайнятості: виробництво — 20,4 %, освіта, охорона здоров'я та соціальна допомога — 16,6 %, роздрібна торгівля — 14,8 %.